# لیتل شیکاگو (مینه‌سوتا)
لیتل شیکاگو (به انگلیسی: Little Chicago) یک منطقهٔ مسکونی در ایالات متحده آمریکا است که در Webster Township واقع شده‌است. لیتل شیکاگو ۳۲۸٫۸۸ متر بالاتر از سطح دریا واقع شده‌است.